# TRW Automotive
TRW Automotive este o companie producătoare de componente auto din Statele Unite.
Compania are aproximativ 63.000 de angajați în 28 de țări și realizează vânzări anuale de peste 13 miliarde de dolari.
Cei mai importanți clienți ai companiei sunt VW, Renault (incluzând și Dacia), BMW, Ford, Daimler, Fiat, dar și Porsche, Rolls Royce sau Land Rover.
În anul 2014, firma a fost preluată de producătorul german de componente auto ZF Friedrichshafen.

## TRW Automotive în România
Compania este prezentă și în România, prin subsidiara TRW Automotive Safety Systems, care produce volane și componente pentru aibaguri în fabricile din Timișoara,  Oravița, Lupeni, Baia Mare, Roman (airbaguri) și Marghita.
Prima fabrică a TRW a fost deschisă în România în 2004 la Timișoara, unde sunt produse volane îmbrăcate în piele.
Fabrica se întinde pe o suprafață de peste 3.800 de metri pătrați și are 921 angajați.
În anul 2007 a inaugurat primul punct de lucru din afara județului Timiș, la Oravița, județul Caraș-Severin, fabrica având 1.000 metri pătrați și 155 angajați.
Pe 29 aprilie 2014, compania a inaugurat, la Roman, prima fabrică de airbag-uri din România, în urma unei investiții de peste 25 de milioane de euro.
Număr de angajați în 2012: 3.400 
Cifra de afaceri în 2010: 178 milioane euro 